# Jules Adeline
Pour les articles homonymes, voir Adeline.

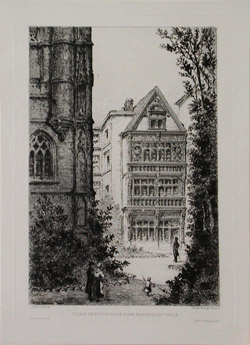
Façade en bois sculpté d’une maison du XVIe siècle
Eau-forte de Jules Adeline parue dans Rouen et environs (1878).

Jules Adeline, né le 28 avril 1845 à Rouen où il est mort le 24 août 1909, est un dessinateur, graveur et historien français, auteur d’environ 9 000 dessins, gravures et aquarelles, principalement sur la vieille ville de Rouen.

## Biographie
Il est le fils de Louis Adeline, artiste peintre. Pendant la guerre de 1870, il est sous-lieutenant au 2e bataillon des mobilisés de Rouen. Il commence par exécuter quelques dessins et projets d’architecture, puis produit sa première eau-forte en 1872. Trois pièces sont livrées à l'éditeur Alfred Cadart pour l'album L'Illustration nouvelle.
Il est l'auteur du monument érigé à la mémoire de Louis-Henri Brévière à Forges-les-Eaux en 1873.
Pendant la période 1873-1885, il expose ses gravures au Salon des artistes français et obtient une médaille à l’Exposition universelle de Philadelphie en 1876.
Il est membre de la Commission départementale des antiquités, de la Commission départementale d'architecture et de la Commission de l'école régionale des beaux-arts.
En 1880, il est élu membre de l’Académie de Rouen, dont il est président en 1890. En 1886, il est l'un des membres fondateurs de la Société des Amis des Monuments Rouennais.
En 1896, il présente une reconstitution du Vieux Rouen à l'Exposition nationale et coloniale de Rouen.
Il demeure no 36 rue Eau-de-Robec à Rouen.
« Très actif, écrit à son propos Henri Beraldi, épris des trésors archéologiques de sa ville natale, il exploite avec succès la mine inépuisable du Vieux Rouen, et prend soin de conserver par la gravure les monuments, les maisons pittoresques, les aspects curieux que l'haussmannisation – regrettable au point de vue de l’art, mais indispensable pour l’hygiène – fait disparaître. »
En 1922, une plaque commémorative est apposée sur la façade de sa maison.

## Maisons normandes
Illustrations de Jules Adeline pour Maisons normandes de Fernand de Mély (1888).

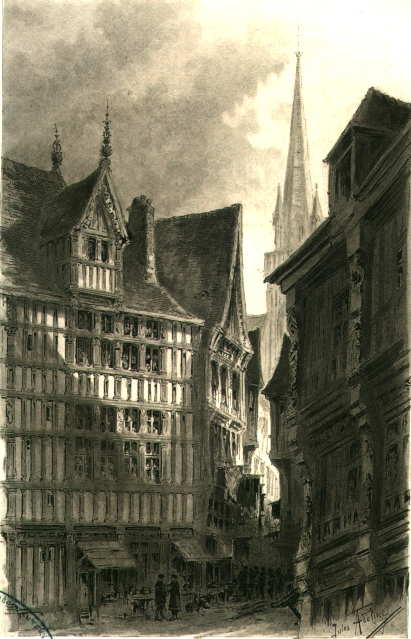
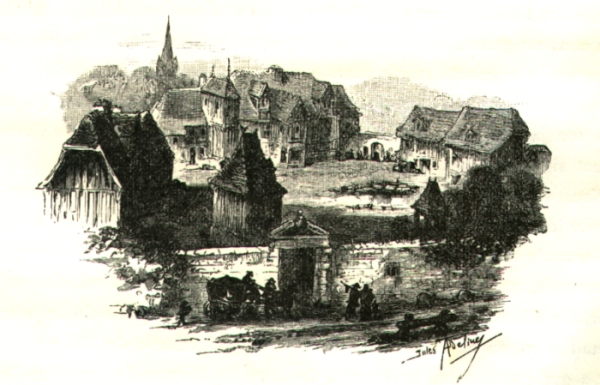
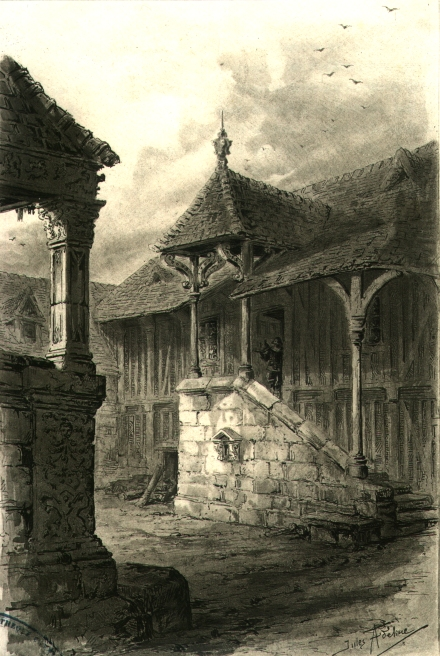

## Distinctions
- Officier d'académie (14 décembre 1876)
- Officier de l'Instruction publique (arrêté du 1er janvier 1882)[6].
- Chevalier de la Légion d'honneur (décret du 14 août 1896)[7].

## Publications

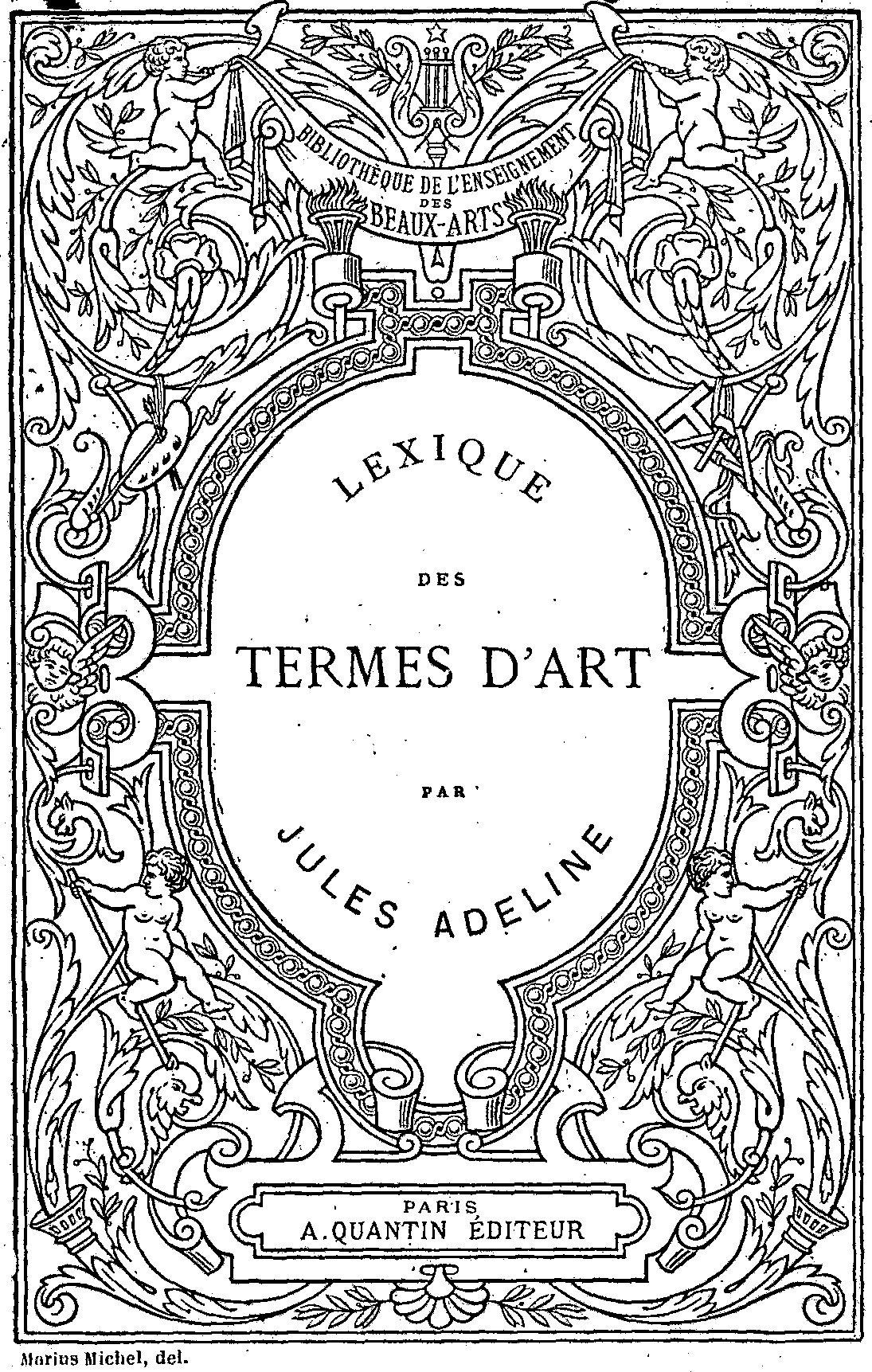
Lexique des termes d’art, page de titre exécutée par Marius Michel.

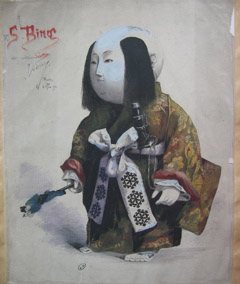
Poupée japonaise
Eau-forte de Jules Adeline (1890).

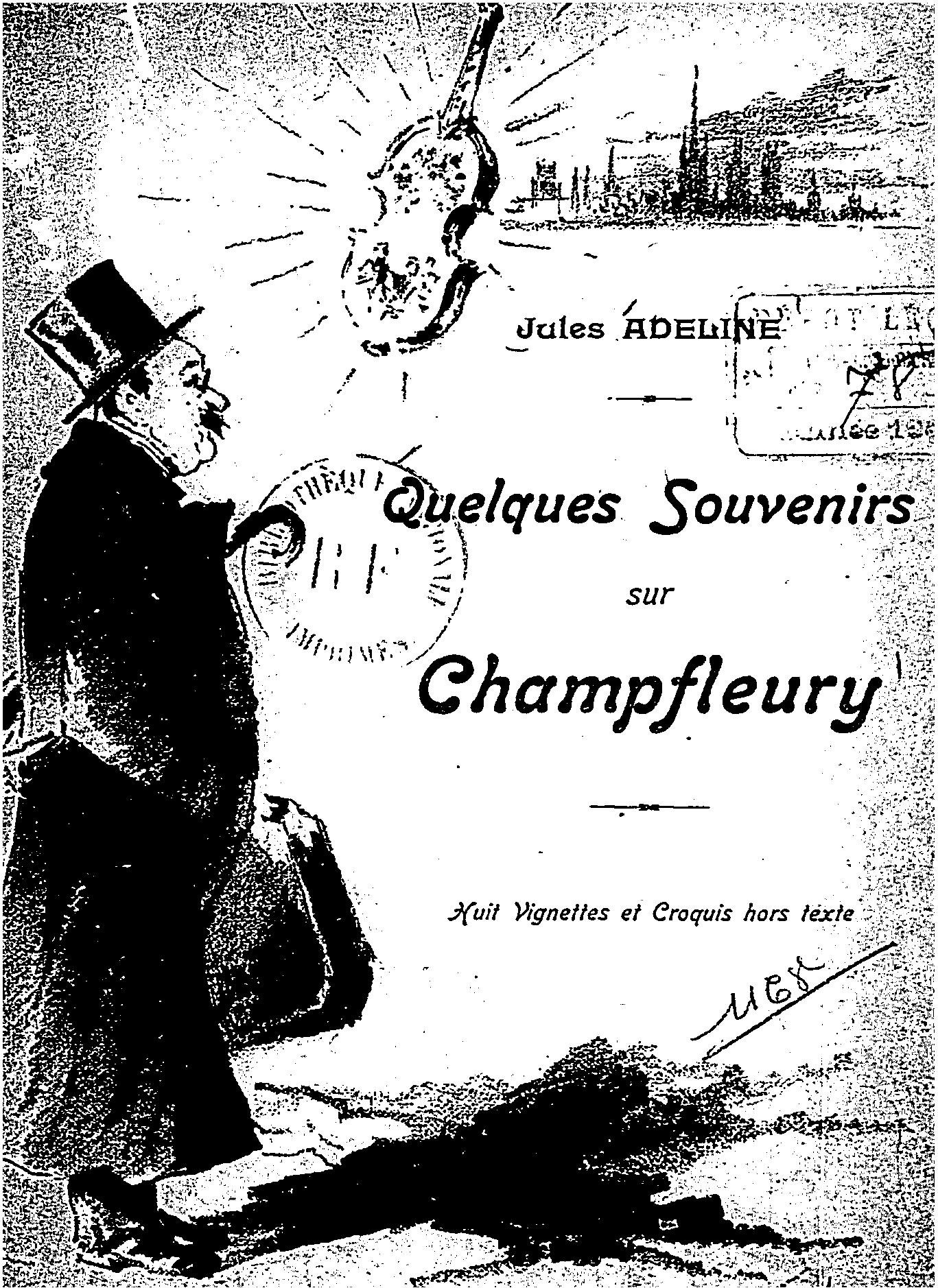
Quelques souvenirs sur Champfleury.

- Les Andelys. La statue de N. Poussin. L’église Sainte-Clotilde. Le petit Andely. Le château-Gaillard. L’hôtel du Grand Cerf (1875) ;
- Description des antiquités et singularités de la ville de Rouen par J. Gomboust, 1655, précédée d’une étude sur les plans et vues de Rouen et d’une notice sur le plan de Gomboust (1875);
- Le Tréport. La ville d’Eu. Le bourg d’Ault. Cayeux-sur-Mer (1875) ;
- De Rouen à La Bouille. Itinéraire anecdotique, historique et pittoresque (1876) ;
- Rouen disparu. Vingt eaux-fortes, précédées d’une notice illustrée (1876) ;
- L.-H. Brevière, dessinateur et graveur, rénovateur de la gravure sur bois en France, 1797-1869. Notes sur la vie et les œuvres d’un artiste normand (1876) ;
- Voyage de La Bouille par mer et par terre. Nouvelle historique avec introduction et douze eaux-fortes par Jules Adeline (1877) ;
- Voyage de Paris à Saint-Cloud par terre et par mer, par L.-Balthazar Neel. Retour de Saint-Cloud par mer et par terre, par Augustin-Marie Lottin. Introduction et eaux-fortes par Jules Adeline (1878) ;
- Les Quais de Rouen. Autrefois & Aujourd’hui (1879) ;
- Les Sculptures grotesques et symboliques. Rouen et environs. Cent vignettes et texte avec double frontispice à l’eau-forte par Jules Adeline (1878) ;
- Le Cortège historique organisé en 1880 par le comité des fêtes de bienfaisance de Rouen. Entrée du roy Henry II à Rouen en 1550. Vingt-deux eaux-fortes avec texte (1880) ;
- Hippolyte Bellangé et son œuvre, avec eaux-fortes et fac-similé (1880) ;
- La Farce des Quiolards, tirée d’un proverbe normand. Avec une introduction et dix eaux-fortes, par Jules Adeline (1881) ;
- La Promenade du pont de bateaux, réimpression avec réponses inédites d’un Avis au sexe de Rouen sur la promenade du pont, par F.-A. Perrot (de Paris). Avec introduction et frontispice à l’eau-forte, par Jules Adeline (1881) ;
- Le Musée d’antiquités et le Musée céramique de Rouen (1882) ;
- Lexique des termes d’art (Paris, Albert Quantin, Bibliothèque de l'enseignement des Beaux-Arts, 1884, puis 1889)[PDF]Texte en ligne. Édition anglaise sous le titre Adeline’s Art dictionary: Containing a complete index of all terms used in art, architecture, heraldry, and archaeology (New York, Frederick Ungar, 1966) puis canadienne (Montréal, Guérin, 1887) ;
- La Peinture à l’eau. Aquarelle. Lavis. Gouache. Miniature (1888) ;
- Le Rhin ; dessins de Victor Hugo – Paris : Eugène Hugues (impr. P. Mouillot), "Victor Hugo illustré", s.d. [1890], gr. in-8o de 288 p., avec ill. de VH, Adeline, Mouchot, Gelibert, Méaulle et Vogel ;
- Rouen au XVIe siècle, d’après le manuscrit de Jacques Le Lieur (1525) : vingt eaux-fortes avec texte (1892) ;
- Peintres et musées, et peintres d’oiseaux ; silhouettes de palais de justice, et croquis d’intérieurs, discours prononcés par M. Jules Adeline, président de l’Académie des sciences, belles-lettres et arts de Rouen (1890-1891). Frontispice et vignette à l’eau-forte (1892)
- La Normandie monumentale et pittoresque, édifices publics, églises, châteaux, manoirs, etc., Photographies d'Émile-André Letellier et autres, héliogravures de Paul Dujardin. Éditions Lemasle et Cie, Le Havre, 1893-1899, cinq volumes : Seine-Inférieure (1893), Calvados (1895), Eure (1896), Orne (1896) et Manche (1899)[8]. Il illustre la couverture et rédige des notices.
- Le Chat d’après les Japonais (1893) ;
- Les Arts de reproduction vulgarisés, avec 140 vignettes dans le texte et 12 planches hors texte (1894) ;
- L’Art du trompe-l’œil et l’art provincial (1894) ;
- L’Illustration photographique (1895) ;
- La Légende du Violon de faïence. Huit compositions gravées à l’eau-forte par l’auteur (1895) ;
- Quelques souvenirs sur Champfleury (1902) Texte en ligne ;
- Le Logis et l’Œuvre (1910).